# Kristýna Ryška
Kristýna Ryška, rozená Maléřová, později také známá jako Podzimková (* 1. května 1985 Rožnov pod Radhoštěm) je česká herečka.

## Životopis
Narodila se v Rožnově pod Radhoštěm, kde v dětství navštěvovala dramatický kroužek; poté vystudovala hereckou konzervatoř v Ostravě. Proslavila se rolí They Nekonečné v televizním seriálu Ulice, další výrazné role ztvárnila v minisériích Metanol a Bez vědomí.
Jejím filmovým debutem byla hlavní ženská role ve snímku německého režiséra Veita Helmera Absurdistán. V roce 2019 ztvárnila hlavní postavu v psychologickém thrilleru Poslouchej režisérů Davida Laňky a Martina Müllera; o rok později ztělesnila milenku ženatého muže v romantické komedii Rudolfa Havlíka Bábovky, která vznikla podle stejnojmenného bestselleru Radky Třeštíkové.
Od roku 2023 ztvárňuje Irenu Maškovou v seriálu Zlatá labuť.
Spolu s hudebníkem Ondřejem Fenclem se věnuje popularizaci poezie prostřednictvím poetických večerů.
Od roku 2024 ztvárňuje Alici v seriálu Jedna rodina.

## Osobní život
Byla vdaná za scenáristu Matěje Podzimka, s nímž se poznala při práci na seriálu Ulice; pár se roku 2019 rozvedl. V roce 2022 se znovu provdala za ekonoma a šéfa folklorního souboru Jana Ryšku, s nímž má syna.

## Filmografie

### Film
| Rok  | Název                | Role             |
| ---- | -------------------- | ---------------- |
| 2008 | Absurdistán          | Aya              |
| 2008 | Jen aby ses uvolnila | Ona              |
| 2008 | Bathory              |                  |
| 2015 | Ta pravá             | Andrea           |
| 2019 | Poslouchej           | Eliška           |
| 2020 | Bábovky              | Rebeka           |
| 2021 | Vyšehrad: Seryjál    | prostitutka      |
| 2022 | Spolu                | zdravotní sestra |

### Televize
| Rok       | Název                             | Role                  | Poznámky                             |
| --------- | --------------------------------- | --------------------- | ------------------------------------ |
| 2009–2013 | Ulice                             | Thea Nekonečná        | televizní seriál                     |
| 2011      | Soukromé pasti                    | fotografka Petra      | televizní cyklus, díl: Útěk          |
| 2012      | Ach, ty vraždy!                   | Aneta                 | televizní cyklus                     |
| 2014      | Doktoři z Počátků                 | Kateřina Jíchová      | televizní seriál                     |
| 2014      | Legenda                           | zdravotní sestra      | televizní seriál                     |
| 2015      | Vinaři                            | Olina                 | televizní seriál                     |
| 2016      | Případy 1. oddělení               | učitelka              | televizní seriál, díl: Děti na odpis |
| 2016      | Vyšehrad                          | prostitutka           | internetový seriál                   |
| 2016–2017 | Ohnivý kuře                       | exmilenka Denisa      | televizní seriál                     |
| 2017      | Četníci z Luhačovic               | Sára Goldstüeckerová  | televizní seriál, díl: Bestie        |
| 2017      | Specialisté                       | Kristýna Laitnerová   | televizní seriál                     |
| 2018      | Metanol                           | Iveta Ožanová         | televizní minisérie                  |
| 2018      | Profesor T.                       |                       | televizní seriál                     |
| 2018–2019 | Krejzovi                          |                       | televizní seriál                     |
| 2019      | Bez vědomí                        | Miluška               | televizní minisérie                  |
| 2020      | Život je hra                      |                       | internetový seriál                   |
| 2020–2021 | Slunečná                          | hygienička            | televizní seriál                     |
| 2021      | Ochránce                          |                       | televizní seriál, díl: Ahoj tati     |
| 2021      | Pan profesor                      | MUDr. Monika Látalová | televizní seriál                     |
| 2021      | Anatomie života                   | Andrea Kovářová       | televizní seriál                     |
| 2022      | Guru                              | Klára Plíšková        | internetová minisérie                |
| 2022      | Král Šumavy: Fantom temného kraje | Vlasta                | internetová minisérie                |
| 2022      | Jitřní záře                       | Žaneta                | internetová minisérie                |
| 2022      | Chlap                             | Alice Reková          | televizní seriál                     |
| 2022      | Dáma a Král                       |                       | televizní seriál                     |
| 2023      | Zlatá labuť                       | Irena Mašková         | televizní seriál                     |